# Porto Judeu
Porto Judeu ist eine Gemeinde (Freguesia) im portugiesischen Kreis (Município) Angra do Heroísmo auf der Azoren-Insel Terceira. In ihr leben 2293 Einwohner (Stand 19. April 2021).

## Geographie
Porto Judeu liegt an der Südküste der Insel Terceira 11 km östlich der Inselhauptstadt Angra do Heroismo. In der Umgebung der Stadt finden sich viele Zeugen vulkanischer Aktivität. Hierzu zählen die beiden Ilhéus das Cabras, Reste eines erloschenen Vulkans im Meer, die der Stadt im Südwesten in einer Entfernung von gut 1 km vorgelagert sind. Östlich der Stadt erhebt sich der erloschene Krater Contendas mit einer Höhe von 148 m aus der Ebene. Die 150 m tiefe Grotte Gruta das Agulhas ist ebenfalls vulkanischen Ursprungs.

## Geschichte
Das genaue Gründungsdatum des Ortes ist nicht bekannt, doch gilt Porto Judeu als älteste Ortschaft der gesamten Insel. Die erste Kirche soll bereits vor 1470 erbaut worden sein. Die Rechte einer „vila“, was wörtlich übersetzt „Kleinstadt“ bedeutet, wurden dem Ort am 12. Februar 1502 verliehen, jedoch ein Jahr später wieder entzogen, da der Nachbarort São Sebastião Stadtrecht erhielt. 1573 wurde die Festung Forte de Santo António erbaut, um den Ort vor den Überfällen von Piraten zu schützen.

## Bauwerke

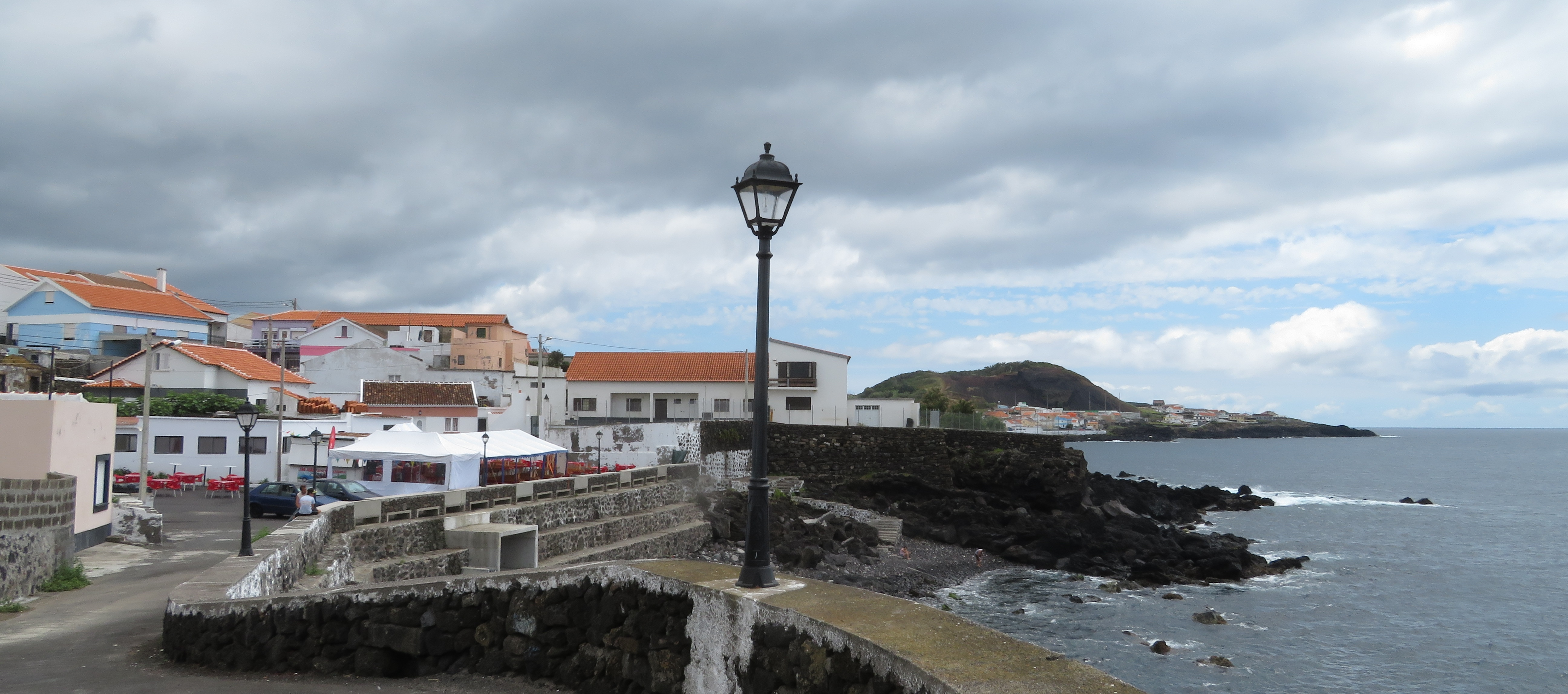
Mauer der Festung Forte de Santo António

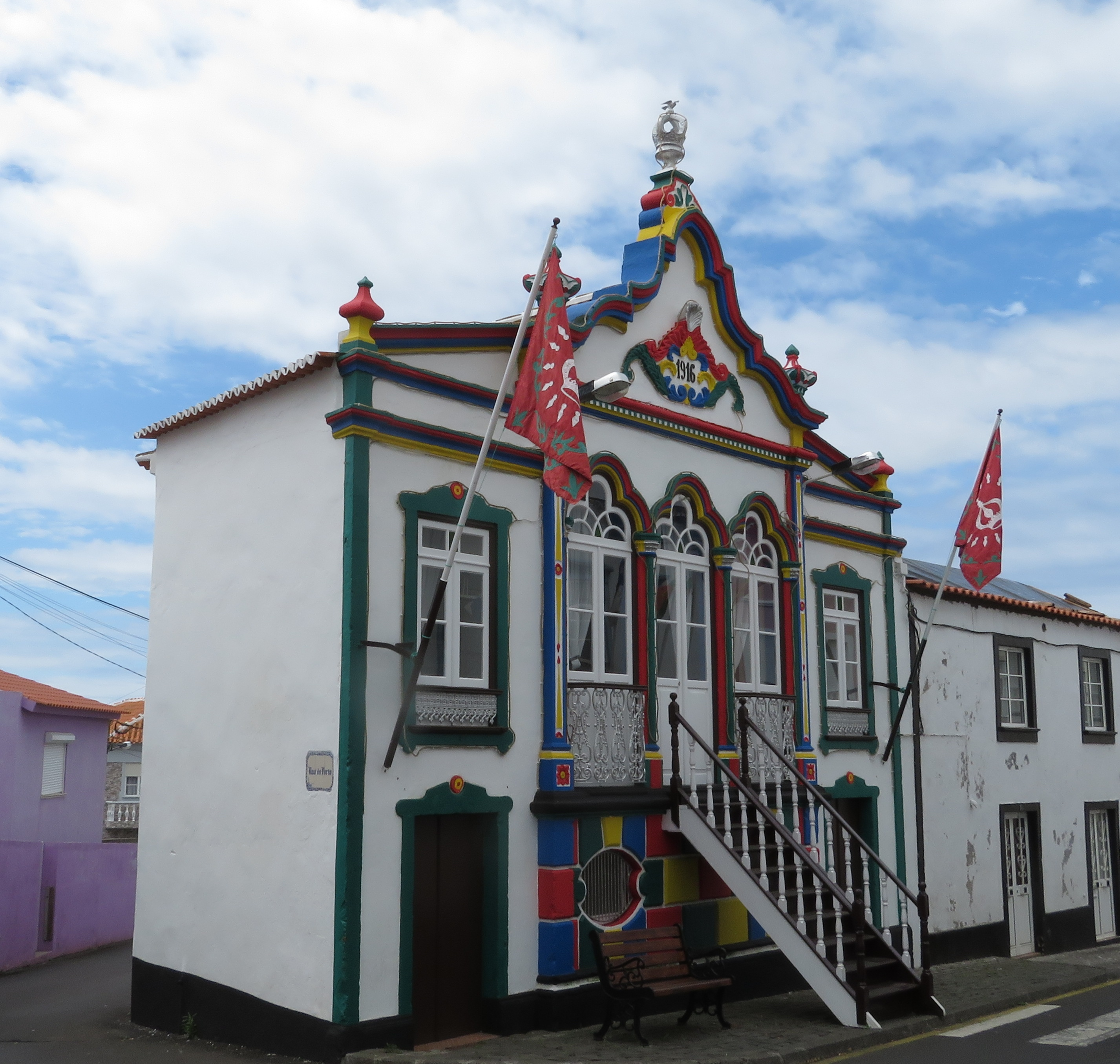
Heilig-Geist-Kapelle Império do Espírito Santo do Terreiro

Am Hafen sind einige Mauerreste der 1573 erbauten Festung Forte de Santo António zu sehen. Unweit davon befindet sich der Aussichtspunkt Miradouro Maria Augusta de Castro, an dem eine Gedenktafel an eine früher auf Terceira sehr bekannte Sängerin erinnert, und von wo aus die Porto Judeu vorgelagerten Inseln Ilhéus das Cabras besonders gut zu sehen sind. 
Wie in vielen anderen Ortschaften Portugals, so wurde auch in Porto Judeu ein Denkmal (Monumento dos Combatentes) zur Erinnerung an die in den früheren portugiesischen Kolonien Gefallenen errichtet. Das Denkmal in Porto Judeu unterscheidet sich insofern von vergleichbaren Monumenten, da es nicht nur aus einem Gedenkstein mit einer Namenstafel besteht, sondern die Form eines Bootes in leuchtend blauen Wellen aufweist.
Der Império do Espírito Santo do Terreiro ist eine größere Heilig-Geist-Kapelle, die 1916 erbaut und – wie für die Insel Terceira typisch – farbenfroh angestrichen wurde. Ungewöhnlich ist jedoch die Bauweise in zwei Etagen mit einer Freitreppe, die zum Hauptraum mit dem Altar führt. 
Das Gründungsjahr der dreischiffigen, mehrmals umgebauten und erweiterten Pfarrkirche Igreja Paroquial Santo António ist nicht bekannt.